# 佩卡·库西斯托
佩卡·库西斯托（芬蘭語：Pekka Kuusisto，1945年1月17日—），芬兰男子冰球运动员，场上位置是后卫。他曾代表芬兰国家队参加1968年冬季奥林匹克运动会冰球比赛，获得第5名。